# Ixodes shahi
Ixodes shahi este o specie de căpușe din genul Ixodes, familia Ixodidae, descrisă de Clifford, Hoogstraal și Glen M. Kohls în anul 1971. Conform Catalogue of Life specia Ixodes shahi nu are subspecii cunoscute.